# Schizostachyum
Schizostachyum (synoniemen: Dendrochloa, Neohouzeaua, Teinostachyum) is een geslacht van de tribus Bambuseae uit de grassenfamilie (Poaceae). De soorten van dit geslacht komen voor in Afrika, gematigd Azië, tropisch Azië en Oceanië.

## Soorten (selectie)
Van het geslacht zijn onder meer de volgende soorten bekend:
- Schizostachyum aciculare
- Schizostachyum aequiramosum
- Schizostachyum alopecurus
- Schizostachyum andamanicum
- Schizostachyum atrocingulare
- Schizostachyum auriculatum
- Schizostachyum bamban
- Schizostachyum beddomei
- Schizostachyum biflorum
- Schizostachyum blumei
- Schizostachyum brachycladum
- Schizostachyum brachythyrsus
- Schizostachyum castaneum
- Schizostachyum caudatum
- Schizostachyum copelandi
- Schizostachyum cornutum
- Schizostachyum curranii
- Schizostachyum cuspidatum
- Schizostachyum distans
- Schizostachyum dullooa
- Schizostachyum dumetorum
- Schizostachyum flexuosum
- Schizostachyum funghomii
- Schizostachyum glaucifolium
- Schizostachyum glaucocladum
- Schizostachyum gracile
- Schizostachyum grande
- Schizostachyum griffithii
- Schizostachyum hainanense
- Schizostachyum hantu
- Schizostachyum helferi
- Schizostachyum insulare
- Schizostachyum iraten
- Schizostachyum jaculans
- Schizostachyum kalpongianum
- Schizostachyum khoonmengii
- Schizostachyum latifolium
- Schizostachyum lengguanii
- Schizostachyum lima
- Schizostachyum longispiculatum
- Schizostachyum lumampao
- Schizostachyum lutescens
- Schizostachyum mampouw
- Schizostachyum pergracile
- Schizostachyum perrieri
- Schizostachyum pilosum
- Schizostachyum pleianthemum
- Schizostachyum pseudolima
- Schizostachyum rogersii
- Schizostachyum silicatum
- Schizostachyum strictum
- Schizostachyum tavoyanum
- Schizostachyum terminale
- Schizostachyum tessellatum
- Schizostachyum textorium
- Schizostachyum undulatum
- Schizostachyum virgatum
- Schizostachyum wanshishanense
- Schizostachyum warburgii
- Schizostachyum whitei
- Schizostachyum yalyense
- Schizostachyum zollingeri